# Франсіско Альберто Кааманьйо
Франсіско Альберто Кааманьйо Деньйо (ісп. Francisco Alberto Caamaño Deñó; 11 червня 1932 — 16 лютого 1973) — домініканський військовик (полковник) і політичний діяч, президент країни у квітні-серпні 1965 року.

## Кар'єра
Став однією з ключових фігур опору американській окупації та військовому режиму, який за допомогою ЦРУ США усунув від влади президента Хуана Боша. З 4 травня до 30 серпня 1965 року виконував обов'язки президента республіки, але через суперечки у Збройних силах був змушений залишити пост і розпочати партизанську війну проти диктатури Хоакіна Балагера. Зазнав поранення, був узятий в полон і розстріляний 16 лютого 1973 року.